# Palio zosterae
Palio zosterae är en snäckart som först beskrevs av Charles Henry O'Donoghue 1924.  Palio zosterae ingår i släktet Palio och familjen Polyceridae. Inga underarter finns listade i Catalogue of Life.